# HD 6210
HD 6210 är en gulvit stjärna i huvudserien i Cassiopejas stjärnbild.
Den har visuell magnitud +5,83 och är synlig för blotta ögat vid god seeing.